# Rodalben
Rodalben là một đô thị thuộc huyện Südwestpfalz, bang Rheinland-Pfalz, Đức. Đô thị này có diện tích 15,69 km², dân số thời điểm 31 tháng 12 năm 2006 là 7495 người. It is situated in the rừng Palatinate, cự ly khoảng 5 km về phía đông bắc của Pirmasens.
Rodalben là thủ phủ của Verbandsgemeinde ("cộng đồng đô thị") Rodalben.
Rodalben do bộ lạc Celt thành lập. Năm 1237, Rodalben được đề cập lần đầu với tên "Meyerhof". 

## Thư viện hình ảnh

Rodalben
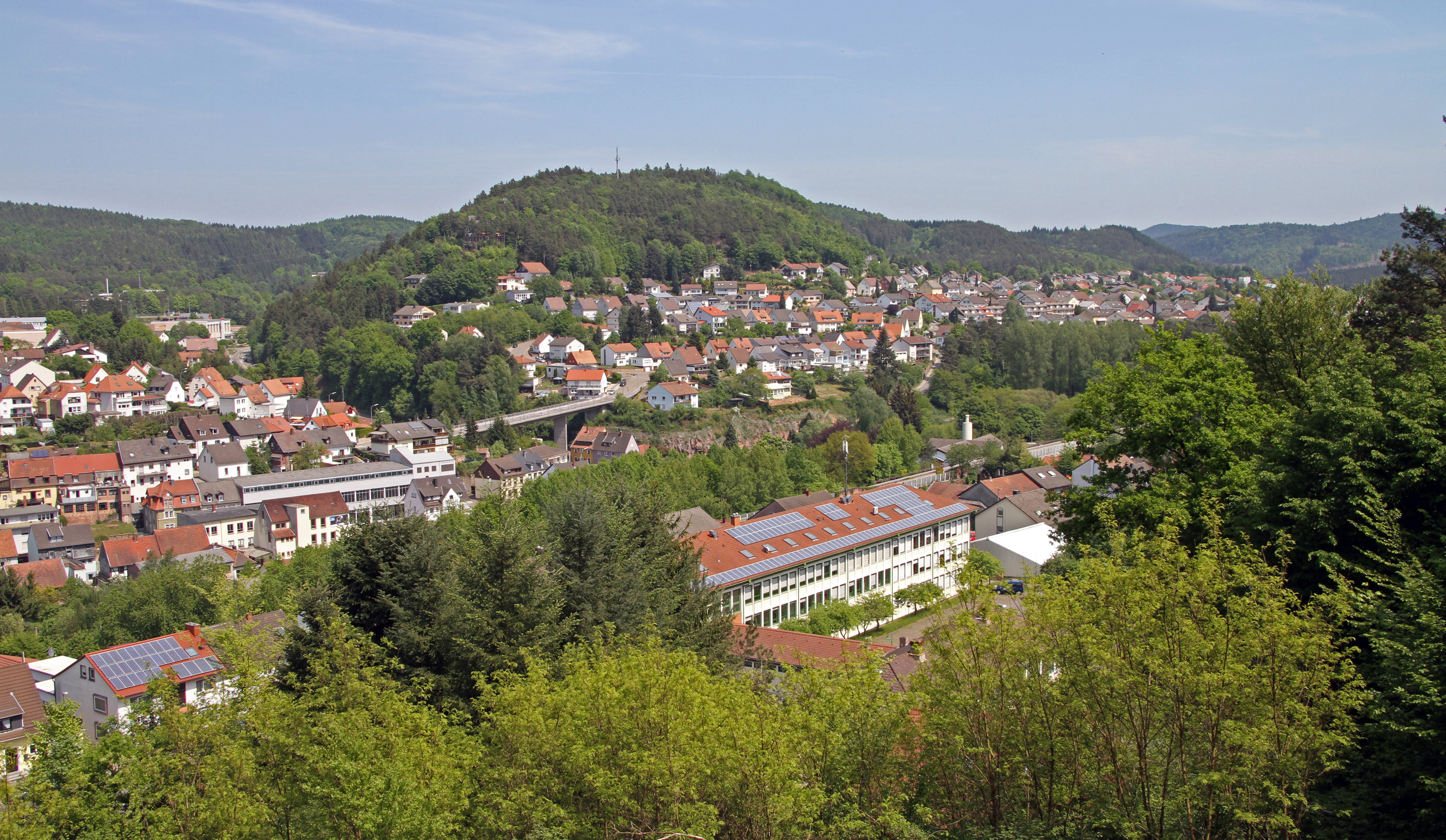
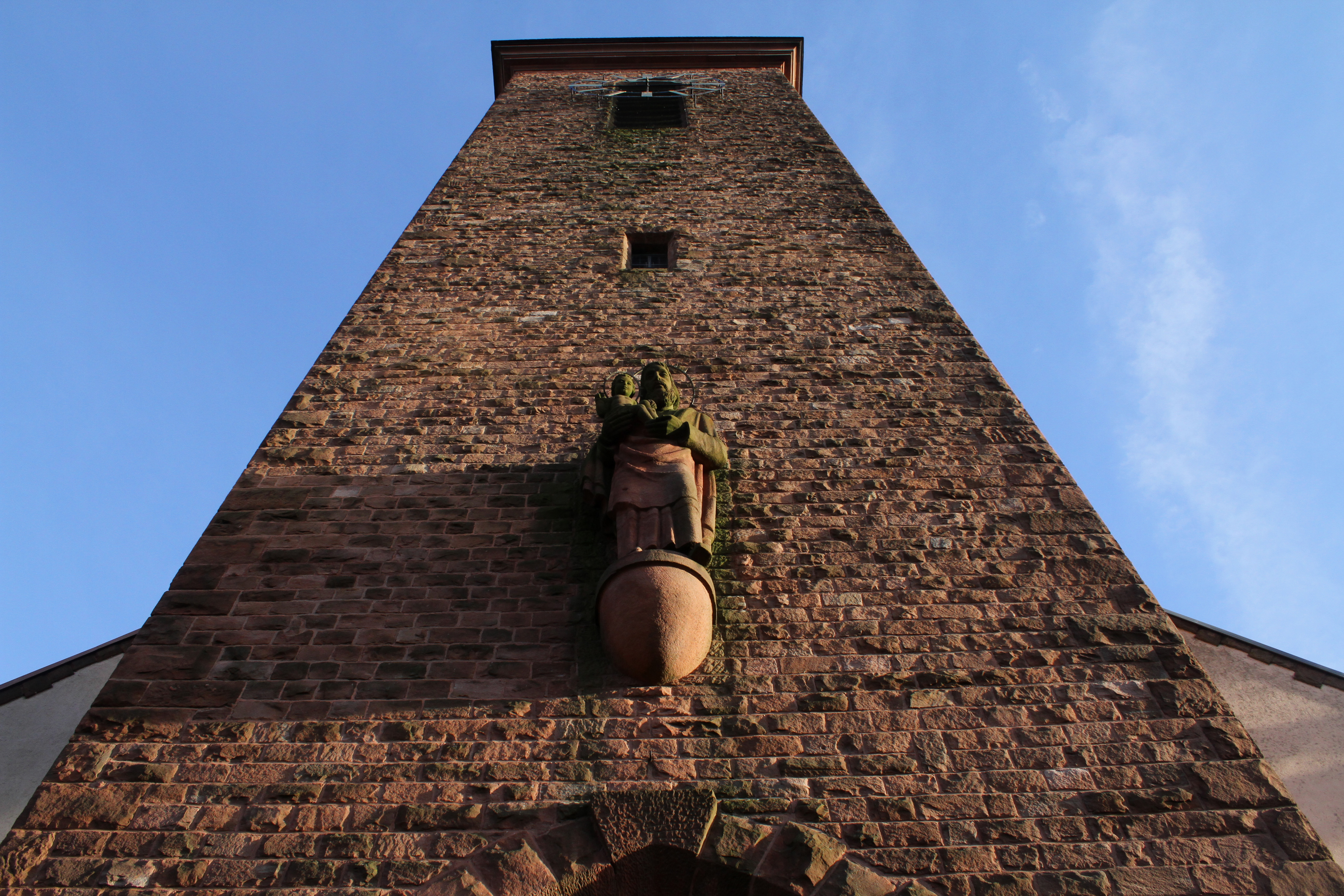
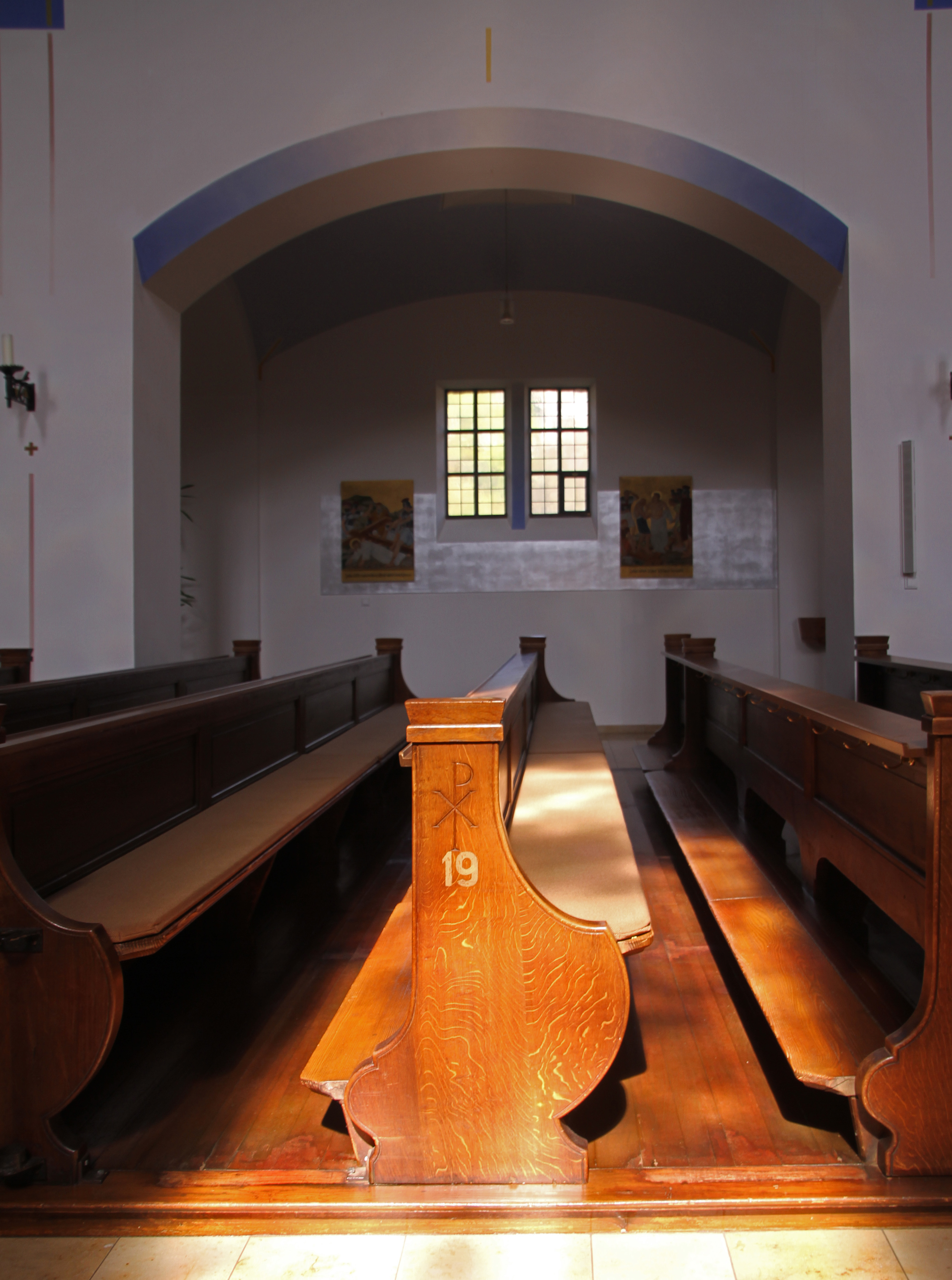
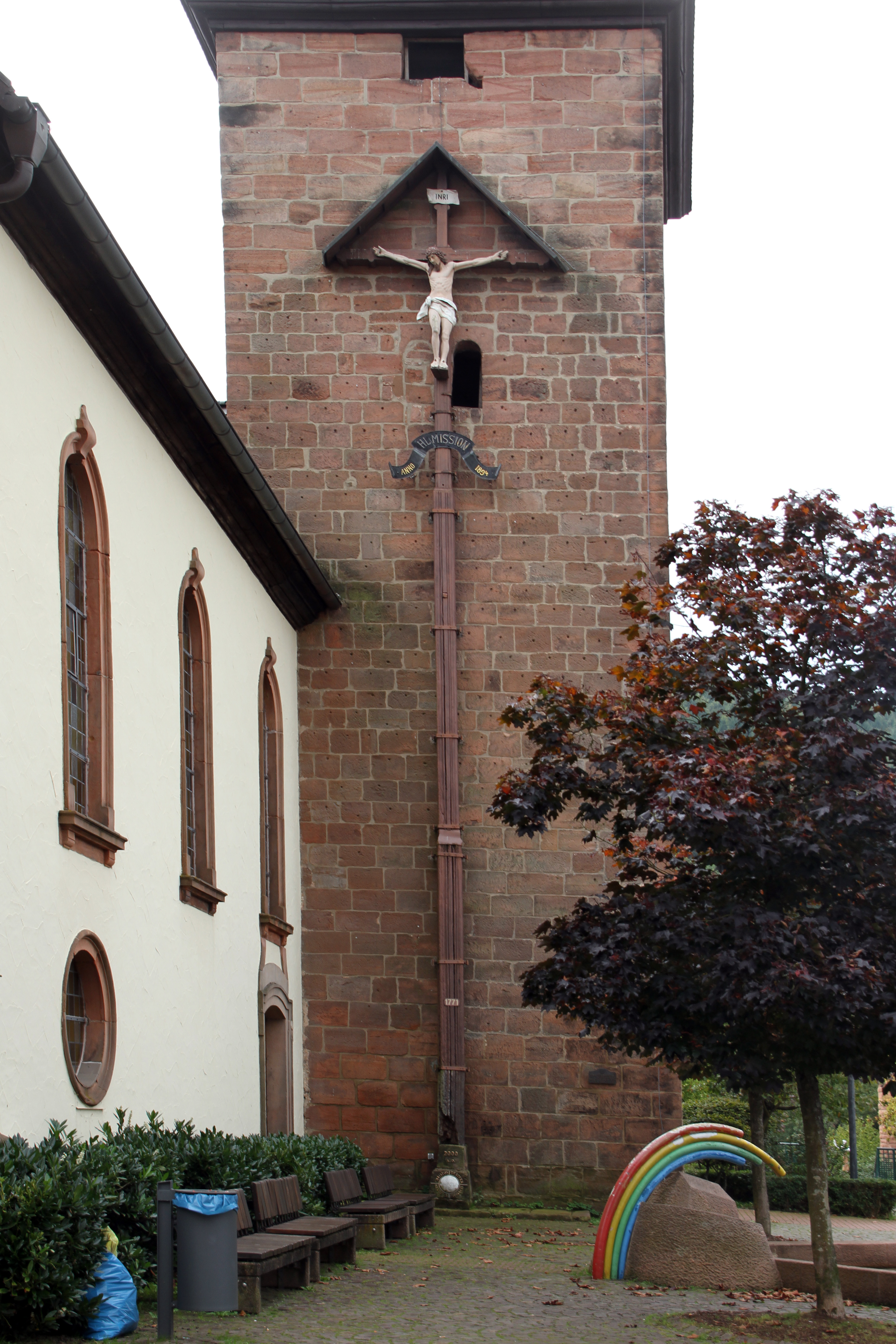
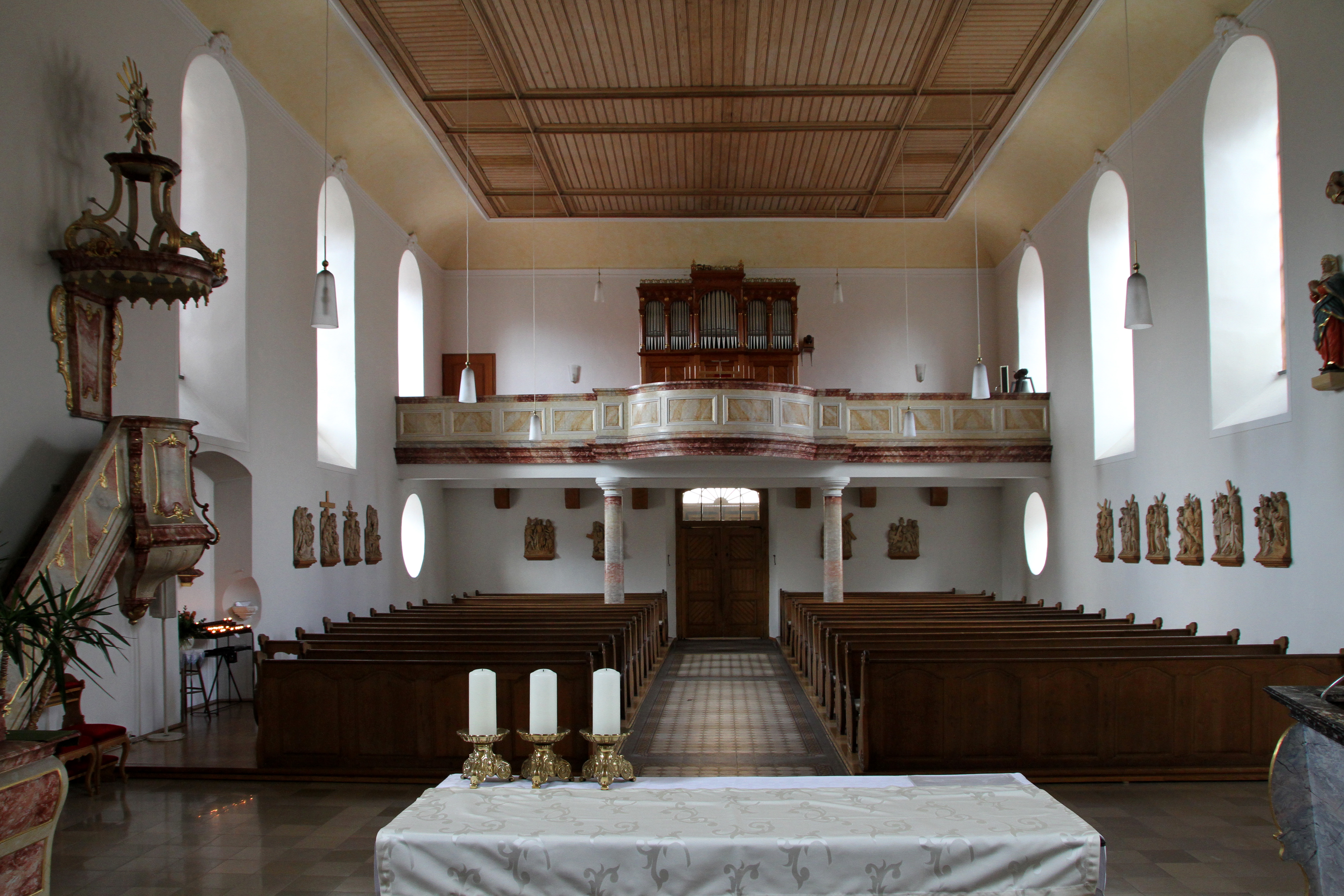
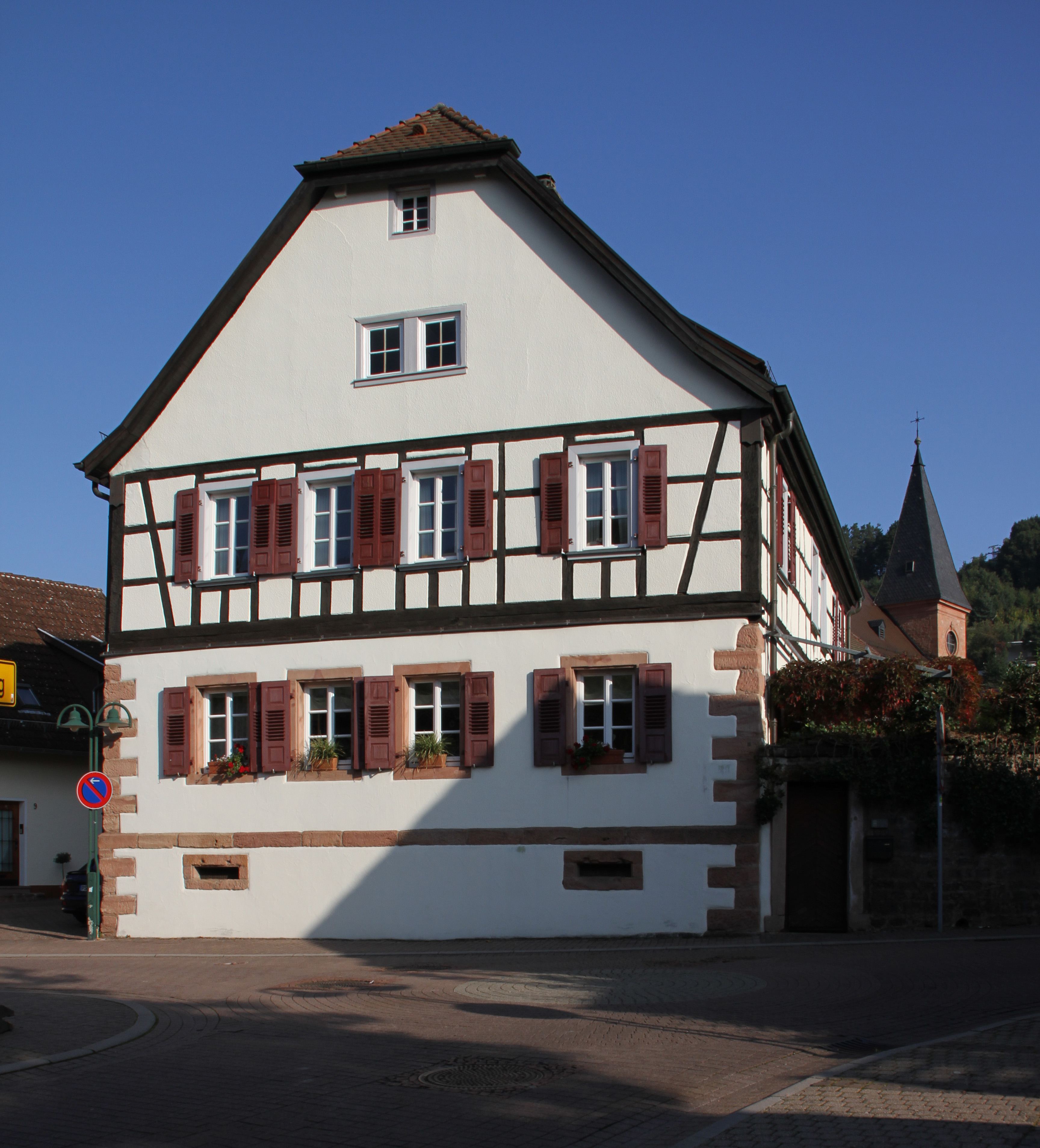
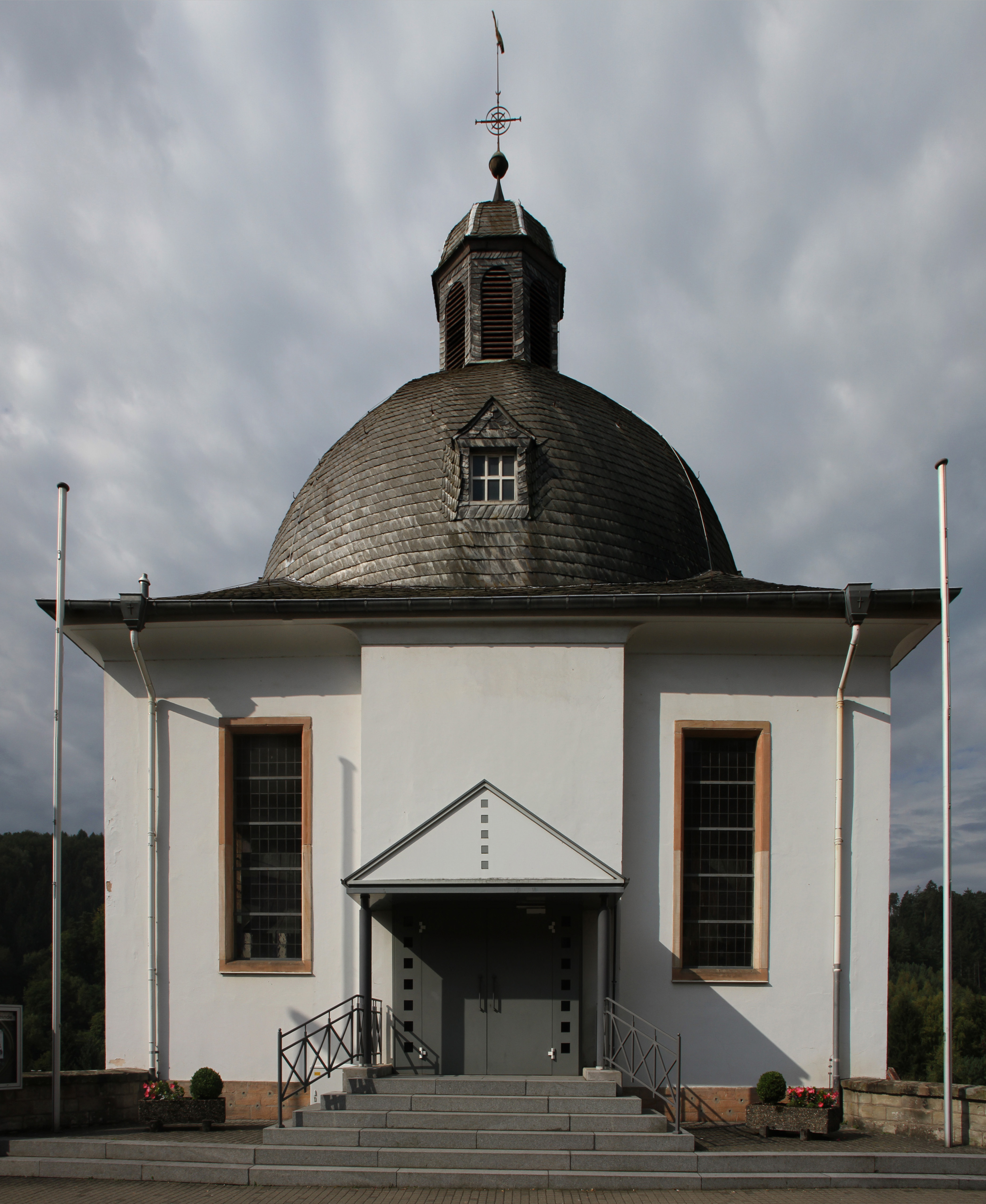
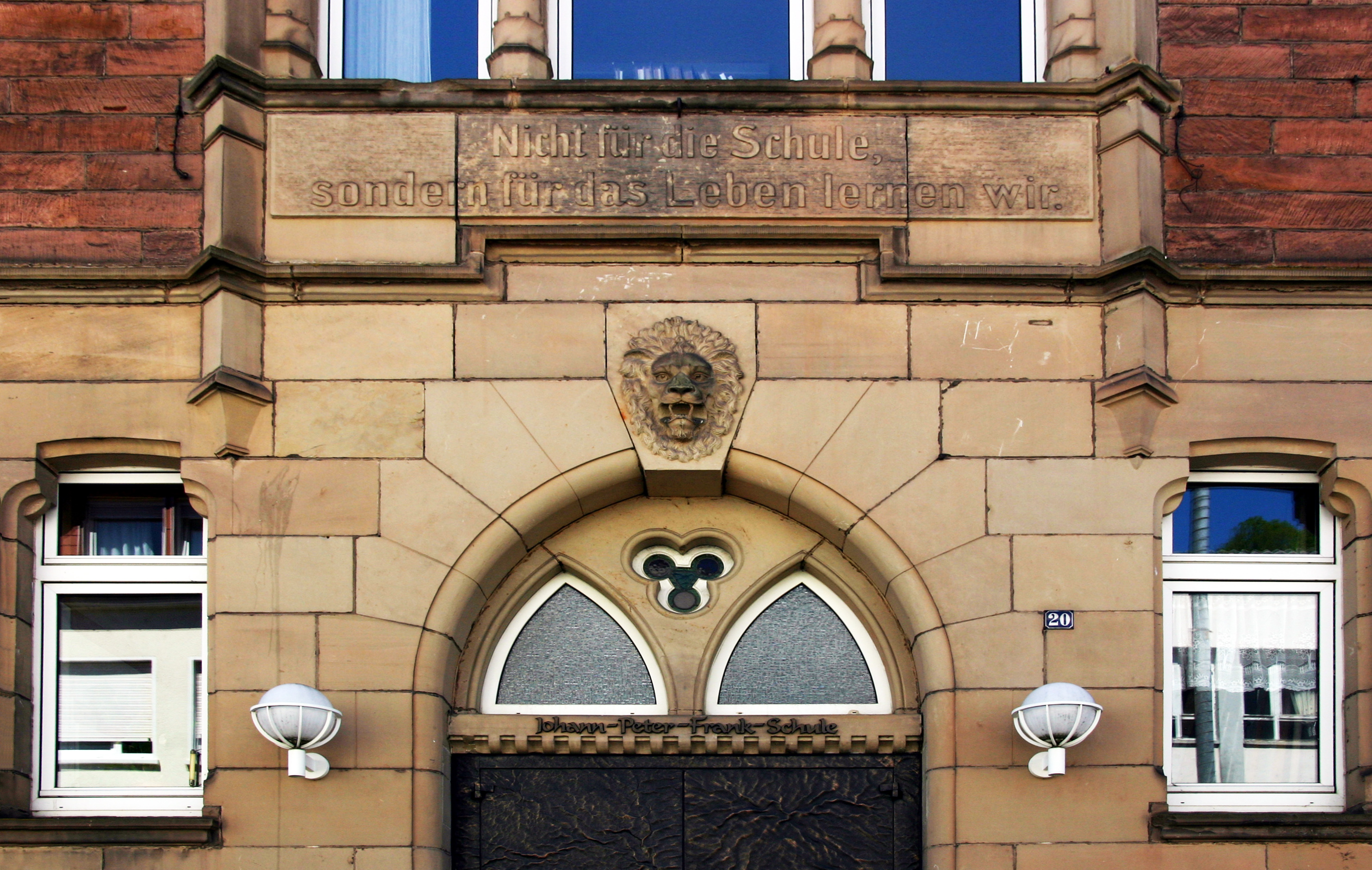
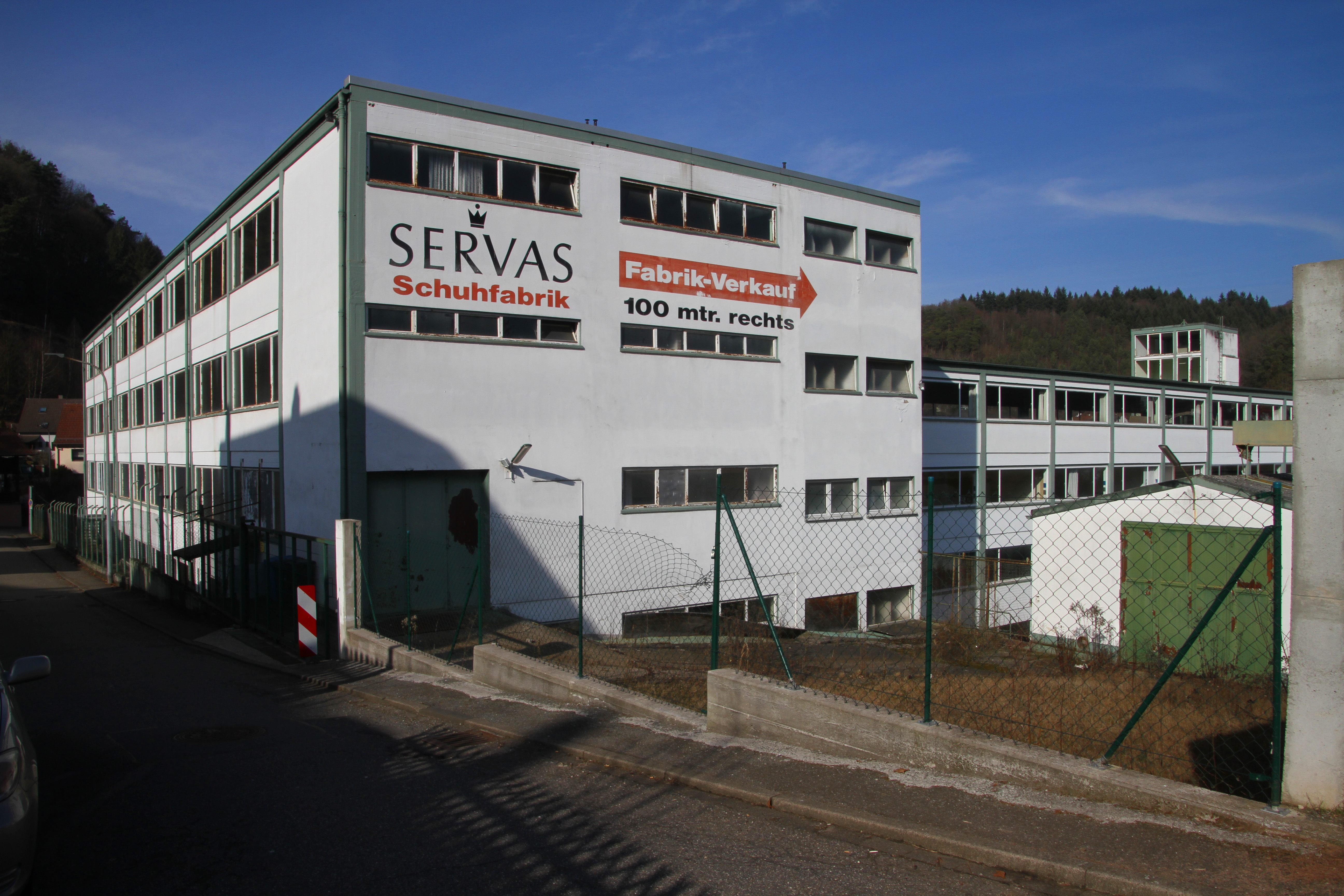
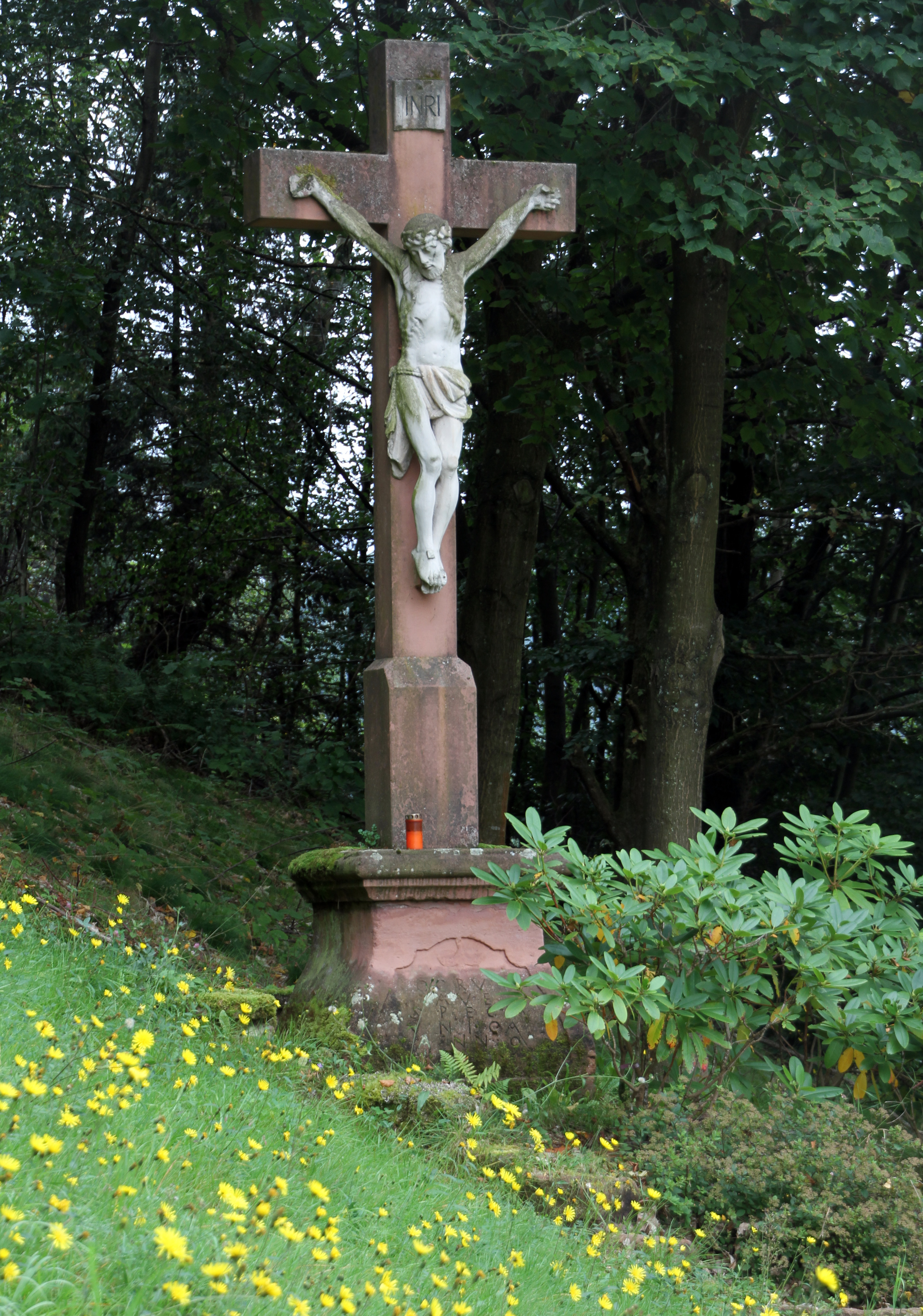